# Черевківська волость
Черевківська волость — історична адміністративно-територіальна одиниця Лубенського повіту Полтавської губернії з центром у селі Черевки.
Станом на 1885 рік складалася з 17 поселень, 17 сільських громад. Населення — 6911 осіб (3343 чоловічої статі та 3568 — жіночої), 1082 дворових господарства.
|                     | Площа, десятин | У тому числі орної, дес. |
| ------------------- | -------------- | ------------------------ |
| Сільських громад    | 7414           | 6541                     |
| Приватної власності | 6299           | 5128                     |
| Казенної власності  | 17             | —                        |
| Іншої власності     | 137            | 129                      |
| Загалом             | 13867          | 11798                    |

Основні поселення волості:
- Черевки — колишнє державне село при річці Сліпорід за 18 верст від повітового міста, 620 осіб, 131 дворове господарство, православна церква, школа, земська станція, постоялий будинок, 14 вітряних млини, 4 ярмарки на рік: 30 січня, 23 квітня, 15 серпня й 30 листопада.
- Пулинці — колишнє державне село при річці Сліпорід, 740 осіб, 125 дворових господарств, православна церква, постоялий будинок, 14 вітряних млинів, маслобійний завод.
- П'ятигірці — колишнє державне село при річці Сліпорід, 715 осіб, 93 дворових господарств, постоялий будинок, 7 вітряних млинів.
- Хорошки — колишнє державне та власницьке село при річці Сліпорід, 870 осіб, 163 дворових господарства, православна церква, постоялий будинок, 20 вітряних млинів.
- Юсківці (нині Ісківці) — колишнє державне та власницьке село при річці Сліпорід, 2010 осіб, 337 дворових господарств, православна церква, школа, постоялий будинок, лавка, 26 вітряних млинів, 2 ярмарки на рік.

Старшинами волості були:
- 1900—1904 роках козак Григорій Васильович Євченко[2],[3],[4];
- 1906-1907 роках Конрад Ілліч Фоменко[5],[6];
- 1913 року Гаврило Пилипович Сахно[7];
- 1915—1916 роках Петро Євсійович Коршун[8],[9].